# Gloria Kaiser
Gloria Kaiser (* 1950 in Köflach, Steiermark) ist eine österreichische Schriftstellerin.
Gloria Kaiser wurde vor allem durch ihre historischen Romane bekannt. Sie lebt in Graz.
Der Schwerpunkt ihrer Arbeit liegt auf der literarischen Aufarbeitung historischer Persönlichkeiten und Kulturphänomene.

## Werke
- Selbstgespräche einer Unbekannten. Roman, Desire & Gegenrealismus, Dransfeld 1980  ISBN 3-88397-028-X
- Ein Opfer ohne Bedeutung. Roman, Verlag Styria, Graz 1990
- Oktoberfrühling. Roman, Verlag Styria, Graz 1991
- Dona Leopoldina. Die Habsburgerin auf Brasiliens Thron. Roman, Verlag Styria, Graz 1995
- Pedro II. von Brasilien. Der Sohn der Habsburgerin. Roman, Verlag Styria, Graz 1997
- Anita Garibaldi. Roman, Verlag Haymon, Innsbruck 2001
- Saudade – Leben und Sterben der Königin Maria-Gloria von Lusitanien. Roman, Seifert Verlag, Wien 2004
- Die Amazone von Rom. Das abenteuerliche Leben der Christina von Schweden (1626–1689). Seifert Verlag, Wien 2005
- Um Diário Imperial. Romance, Verlag Reler, Rio de Janeiro 2006
- Mozart – sua vida em cartas. Romance, Verlag Reler, Rio de Janeiro 2006
- Barbara. Roman, Seifert Verlag, Wien 2009
- O Poder Erótico. Diário e Cartas de Cristina Vasa, Rainha da Suécia e do Padre Antonio Vieira. Romance. Verlag reler, Rio de Janeiro 2012
- Franz Schubert. A Literary Biography. Verlag Ariadne, Riverside, California 2013
- Donna Leopoldina. Neubearbeitung, Seifert Verlag, Wien 2015
- Der Jesuit aus Lusitanien. Romanbiografie. Seifert Verlag, Wien 2019
- P. Antonio Vieira SJ (1608-1697). Gloria Kaiser, Roman A. Siebenrock, innsbruck university press, 2019
- “Licht aus der Tiefe der Zeit” Predigten des lusitanischen Jesuitenpaters Antonio Vieira SJ. Gloria Kaiser, Roman A. Siebenrock, edition pen Löcker, 2022

## Wissenschaftliche Mitarbeit, Forschung und Vorträge (Auswahl)
- Encyclopedia of Latin America History and Culture Library of Congress, Washington DC, 1995
- Welt der Habsburger. Multimediale Familiengeschichten und Ausstellung, 600 Jahre Geschichte, Schloß Schönbrunn, Mai 2010
- Jesuits in Brazil. Loyola University, Chicago, Cudahy Library, 2010
- Europa - Hoffnung und Feindbild. Sir Peter Ustinov Institut, Wien - Exkurs: Christina von Schweden (1626–1689), Europäerin, Friedensstifterin, Freidenkerin, 2016
- Der lusitanische Jesuitenpater Antonio Vieira SJ, Katholisch-Theologische Fakultät der Universität Innsbruck Institut f. Systematische Theologie, Gastvorlesung, 2016
- European Cultural Initiative, Stockholm
- Queen Christina of Sweden, the European, 2017
- Vortrag zu D. Maria II. A Educadora, Sociedade de Geografia de Lisboa, Seminário Internacional, A Boa Mãe 2019
- „Den Hörer unzufrieden mit sich selbst werden lassen“, Schriftauslegung und Kritik als Prophetie nach Antonio Vieira SJ, Katholisch-Theologische Fakultät der Universität Innsbruck Institut f. Systematische Theologie, Gastvorlesung, Mai 2022
- “Simpósio Comemorativo das relações Áustria-Brasil, Construção do Estado brasileira e sua inserção internacional”Rio de Janeiro, Palácio do Itamaraty, São Paulo, Instituto Martius Staden, 6. und 7. Juni 2022
- 200 Jahre Unabhängigkeit Brasilien, Naturhistorisches Museum Wien, Vortrag, 7. September 2022

## Iniciativa Cultural Austro-Brasileira (ICAB)
Folgende Programme wurden seit 1990 in Cooperation mit der Universidade Federal da Bahia, Salvador, realisiert (eine Auswahl):
- “Rilke – Bachmann, literatura como ponte entre as culturas”, 1995
- “Expressionismus in der Literatur – 110. Geburtstag Georg Trakl”, 1997
- „Kasimir e Karoline“, Ödön v. Horvath in portug. Erstübersetzung, 1998
- „Todo Mundo“, („Jedermann“) v. Hofmannsthal, portug. Erstübersetzung, 1999
- „Anatol“, Arthur Schnitzler, portug. Erstübersetzung, 2001
- „Rilke – Rodin  - Um Encontro“ – Museu Rodin, Salvador, 2007

## Feuilletonbeiträge in Portugiesisch (Auswahl)
- Apresentação do Brasil na Bienal de Arquitetura em Venezia. In: A Tarde, Caderno Cultural. Salvador 2010
- A ferrova que D. Pedro II. trouxe da Áustria. In: Ciência Hoje das Crianças. Rio de Janeiro 2013.

## Preise und Auszeichnungen
- Förderungspreis für Literatur zur Arbeitswelt der AK Oberösterreich 1980
- Literaturpreis des Landes Steiermark 1994
- Verleihung Berufstitel Professor von Bundespräsident Dr. Thomas Klestil 1997
- The Key to the City of Miami 2003
- Socio Correspondente do Instituto Geográfico e Histórico da Bahia (Korrespondierendes Mitglied des Geographischen und Historischen Instituts in Bahia). 2004
- Ritter des Rio-Branco-Ordens der Föderativen Republik Brasilien. 2004
- Goldenes Ehrenzeichen des Landes Steiermark. 2005
- Socio Correspondente do Instituto Genealógico da Bahia (Korrespondierendes Mitglied des Genealogischen Instituts in Bahia). 2005
- Membro Correspondente da Academia de Letras da Bahia (Korrespondierendes Mitglied der Akademie der Literatur in Bahia) 2006
- Österreichisches Ehrenkreuz für Wissenschaft und Kunst vom Bundesministerium für Unterricht, Kunst und Kultur 2009